# Municipio de Alabaster
El municipio de Alabaster (en inglés: Alabaster Township) es un municipio ubicado en el condado de Iosco en el estado estadounidense de Míchigan. En el año 2010 tenía una población de 487 habitantes y una densidad poblacional de 8,46 personas por km².

## Geografía
El municipio de Alabaster se encuentra ubicado en las coordenadas 44°12′5″N 83°35′52″O / 44.20139, -83.59778. Según la Oficina del Censo de los Estados Unidos, el municipio tiene una superficie total de 57.56 km², de la cual 57,56 km² corresponden a tierra firme y (0 %) 0 km² es agua.

## Demografía
Según el censo de 2010, había 487 personas residiendo en el municipio de Alabaster. La densidad de población era de 8,46 hab./km². De los 487 habitantes, el municipio de Alabaster estaba compuesto por el 97,54 % blancos, el 0,21 % eran amerindios, el 1,64 % eran asiáticos, el 0,21 % eran de otras razas y el 0,41 % eran de una mezcla de razas. Del total de la población el 0,41 % eran hispanos o latinos de cualquier raza.